# 소피야 코발렙스카야
소피야 바실리예브나 코발렙스카야(러시아어: Со́фья Васи́льевна Ковале́вская, 영어: Sofya Vasilyevna Kovalevskaya, 1850년 1월 15일 ~ 1891년 2월 10일)는 러시아의 수학자이다. 해석학과 미분 방정식 및 역학에 기여하였다. 최초의 주요 여성 수학자 가운데 하나이다.

## 생애
소피야 코발렙스카야는 1850년 모스크바에서 둘째 자녀로 태어났다. 아버지 바실리 바실리예비치 코르빈크루콥스키(러시아어: Васи́лий Васи́льевич Ко́рвин-Круко́вский)는 폴란드계의 군장교였고, 어머니 옐리자베타 표도로브나 슈베르트(러시아어: Елизаве́та Фёдоровна Шу́берт)는 독일계였다. 외할머니는 롬 계였다고 한다.
어렸을 때부터 수학에 관심을 가졌으나, 당시 러시아에서는 여성이 대학에 진학하는 것이 금지되었고, 유학을 하려면 아버지나 남편의 허락을 받아야 했다. 이 때문에 소피야는 고생물학자 블라디미르 코발렙스키(러시아어: Влади́мир Ковале́вский)와 위장 결혼을 하였고, 블라디미르의 "허락"을 받아 1867년 독일 하이델베르크 대학교에 유학하여 헤르만 폰 헬름홀츠와 구스타프 키르히호프 아래서 2년 동안 수학을 공부하였으나, 당시 하이델베르크 대학교에서는 여성을 공식적으로 입학시키지 않았다. 그 뒤 베를린으로 이사하였는데, 당시 베를린 훔볼트 대학교는 아예 여성이 강의실에 있는 것조차도 금지하였다. 이 때문에 코발렙스카야는 카를 바이어슈트라스로부터 개인 강습을 들어야만 했다.
1874년에 코발렙스카야는 3편의 수학 논문을 발표하였고, 카를 바이어슈트라스의 설득으로 괴팅겐 대학교는 이 업적에 근거하여 코발렙스카야에게 수학 박사 학위를 수여하였다. 이는 유럽 최초의 여성 수학 박사로 여겨진다. 이 3편의 논문 가운데 하나에는 유명한 코시-코발렙스카야 정리의 증명이 수록돼 있다.
박사 학위 취득 뒤 코발렙스카야는 빈곤을 피하기 위해 수학 강사가 되려 하였으나, 당시 유럽의 어느 대학교도 여성이 강의하는 것을 허용하지 않았다. 코발렙스카야는 심지어 무료로 강의하는 것을 제안하였으나 여전히 거절당했다. 빈곤에 시달리던 코발렙스카야는 "남편" 블라디미르의 상점에서 조수로 일해야만 했다. 이 동안 소피야와 블라디미르는 서로 가까워졌고, 실제 부부가 되었다. 이들 사이에 역시 소피야라는 이름의 한 딸을 두었다. 1883년에 블라디미르는 주식 사기에 관련되어 경찰 조사를 받았고, 이를 피하기 위해 자살하였다.
같은 해 코발렙스카야는 예스타 미타그레플레르의 도움을 받아, 스톡홀름 대학교의 조교수가 되었다. 1889년에 정교수로 승진하였다. 1891년에 41세의 나이에 인플루엔자에 걸려 사망하였다.
소행성 1859 코발렙스카야가 코발렙스카야를 기념하여 명명되었다.

## 참고 문헌
- Koblitz, Ann Hibner (1983). 《A convergence of lives: Sofia Kovalevskaia — scientist, writer, revolutionary》 (영어). Rutgers University Press. Zbl 0527.01009.
- Cooke, Roger (1984). 《The mathematics of Sonya Kovalevskaya》 (영어). Springer. doi:10.1007/978-1-4612-5274-0. ISBN 978-1-4612-9766-6.
- 코둘라톨민 (2003년 4월 15일). 《소피아 코발렙스카야 — 불꽃처럼 살다간 러시아 여성 수학자》. 김혜숙 역. 시와진실. ISBN 978-899517467-8.